# Hauptreihenstern der Spektralklasse F
Ein Hauptreihenstern der Spektralklasse F ist ein Stern der Spektralklasse F und der Leuchtkraftklasse V. Ein Beispiel für einen F-Hauptreihenstern stellt Gamma Virginis dar. Der relativ nahe Stern Prokyon A ist gerade dabei die Hauptreihe zu verlassen. Die F-Hauptreihensterne befinden sich zirka in der Mitte des Hertzsprung-Russell-Diagramms und sind etwas massereicher als die gelben Zwerge.

## Eigenschaften
F-Hauptreihensterne weisen Massen von etwa 1,05 bis 1,6 Sonnenmassen und Oberflächentemperaturen von etwa 6.000 K bis 7.200 K auf. Trotz der verhältnismäßig großen Ähnlichkeit zur Sonne ist die Lebensdauer dieser Sterne aufgrund der höheren Masse bereits deutlich kürzer. Durch die höhere Oberflächentemperatur strahlen diese Sterne auch mehr UV-Strahlung als die Sonne ab. Würde die Erde einen Stern mit 1,2 bis 1,5 Sonnenmassen umkreisen, so erhielte sie wohl die 2,5 bis 7,1-fache UV-Strahlendosis. Hingegen wäre die Habitable Zone bei solchen Sternen doch merklich größer.

### Spektrale Standardsterne
Der revidierte Yerkes Atlas (Johnson & Morgan 1953) listet 16 F-Hauptreihensterne als Standard, wobei im Laufe der Zeit einige auf der Liste entfernt wurden.
Die Anker des MK-Systems bilden folgende Sterne:
- 78 Ursae Majoris (F2V)
- π3 Orionis (F6V)

### Entwicklung
Ein F-Hauptreihenstern verweilt während seiner Existenz ca. 2–10 Mrd. Jahre in der Hauptreihe. Es wird angenommen, dass sich alle F-Hauptreihensterne im weiteren Verlauf ihrer Existenz zu einem Roten Riesen entwickeln, wobei es nicht zu einer Supernova kommt. Schließlich kollabiert der Rote Riese zu einem Weißen Zwerg.

## Planeten um Hauptreihensterne der Spektralklasse F

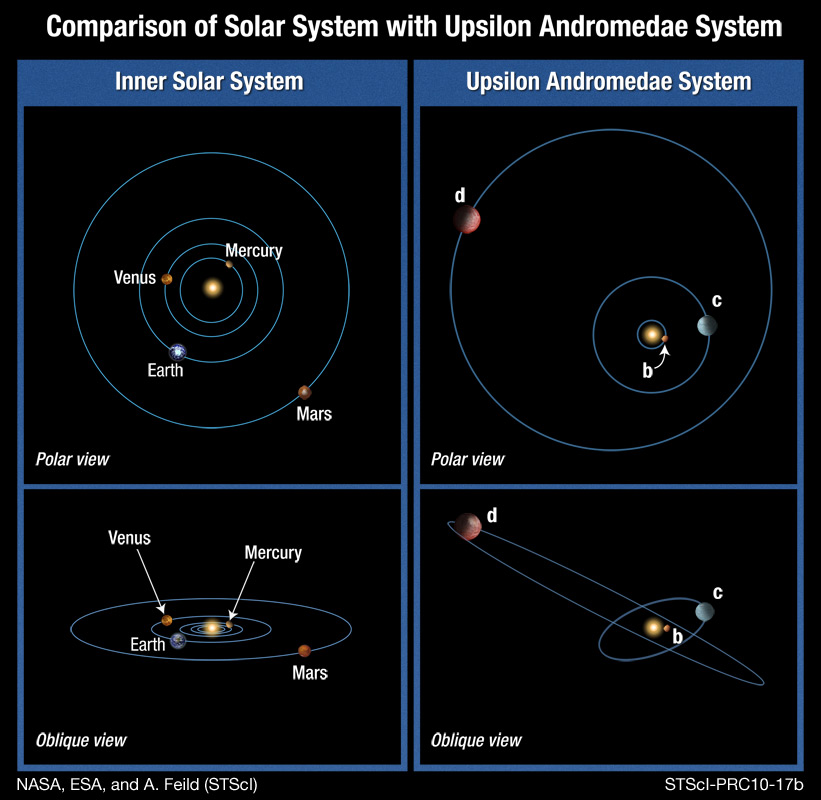
Vergleich der Planeten im inneren Sonnensystem mit den Bahnen der Planeten b, c, und d um Titawin (Ypsilon Andromedae A)

Mit gegenwärtigen Methoden zur Detektion von Exoplaneten ist es am einfachsten, solche in verhältnismäßig engen Bahnen um Rote Zwerge nachzuweisen. Dennoch konnten auch schon einige um Sterne der Spektralklasse F entdeckt werden. Bereits 1996 wurde ein erster Planet Saffar (Ypsilon Andromedae b) um Titawin (Ypsilon Andromedae A) entdeckt. Mittlerweile kennt man in diesem System mindestens 3 Exoplaneten, wobei sich Samh (Ypsilon Andromedae c) innerhalb der habitablen Zone befinden könnte. Obwohl Samh wohl ein Gasplanet und zu massereich für lebensfreundliche Bedingungen ist, so könnte er möglicherweise lebensfreundliche Exomonde haben. Ein weiteres Beispiel wäre der Stern DMPP-1 (HD 38677), welcher von 4 Exoplaneten mit der etwa 3- bis 20-fachen Erdmasse umkreist wird, wobei es sich um extrem enge Bahnen handelt. Selbst der äußerste der 4 Planeten umkreist den Zentralstern in lediglich 18 Tagen. Ein weiteres Beispiel wäre HD 28109 mit 3 bestätigten Exoplaneten von 5 bis 18 Erdmassen, von denen der äußerste mit einer Umlaufzeit von 84 Tagen und einer Gleichgewichtstemperatur von 500 K immer noch sehr heiß ist.

## Beispiele
| Name                   | Spektralklasse | Masse in M☉ | Radius in R☉ | Leuchtkraft in L☉ |
| ---------------------- | -------------- | ----------- | ------------ | ----------------- |
| Titawin A              | F8 V           | 1,27        | 1,48         | 3,57              |
| Gamma Virginis A und B | F0 V           | 1,40        | 1,45         | 4                 |
| π3 Orionis             | F6 IV-V        | 1,24        | 1,32         | 2,82              |